# Nicolas Höfler
Nicolas Höfler, né le 9 mars 1990 à Überlingen, est un footballeur allemand. Il joue au poste de milieu de terrain au SC Fribourg.

## Biographie
Né le 9 mars 1990 à Überlingen, Nicolas Höfler commence le football au Herdwanger SV, avant de rejoindre, en 2001, le SC Pfullendorf puis, quatre ans plus tard, le centre de formation du SC Fribourg. En 2007, il joue deux matchs avec l’équipe d'Allemagne des moins de 18 ans.
En 2009, il devient champion d’Allemagne des juniors A avec l’équipe des moins de 19 ans du SC Fribourg, avant de remporter la coupe d’Allemagne des juniors A l’année suivante. En 2008, il fait également ses débuts avec la deuxième équipe du club fribourgeois, qui évolue alors en Regionalliga Süd.
Au début de la saison 2010-2011, il est intégré par Robin Dutt (en) au cadre de la première équipe, sans toutefois entrer en jeu en match officiel. C’est pourquoi il est prêté deux ans au FC Erzgebirge Aue, qui milite en 2. Bundesliga.
De retour au Schwarzwald-Stadion, il fait ses débuts en Bundesliga au cours de la saison 2013-2014. Relégués au terme de la saison 2014-2015, Höfler et le SC Fribourg remontent l’année suivante en remportant au passage le titre de champion de la deuxième division.

## Statistiques
| Saison                | Club                     | Championnat           | Championnat | Championnat | Coupe(s) nationale(s) | Coupe(s) nationale(s) | Compétition(s) continentale(s) | Compétition(s) continentale(s) | Compétition(s) continentale(s) | Total | Total |
| Saison                | Club                     | Division              | M.          | B.          | M.                    | B.                    | Comp.                          | M.                             | B.                             | M.    | B.    |
| 2008-2009             | SC Fribourg II           | Regionalliga Süd      | 13          | 2           | -                     | -                     | -                              | -                              | -                              | 13    | 2     |
| 2009-2010             | SC Fribourg II           | Regionalliga Süd      | 32          | 5           | -                     | -                     | -                              | -                              | -                              | 32    | 5     |
| 2010-2011             | SC Fribourg II           | Regionalliga Süd      | 29          | 0           | -                     | -                     | -                              | -                              | -                              | 29    | 0     |
| Sous-total            | Sous-total               | Sous-total            | 74          | 7           | -                     | -                     | -                              | -                              | -                              | 74    | 7     |
| 2011-2012             | FC Erzgebirge Aue (prêt) | 2. Bundesliga         | 13          | 1           | 1                     | 0                     | -                              | -                              | -                              | 14    | 1     |
| 2012-2013             | FC Erzgebirge Aue (prêt) | 2. Bundesliga         | 27          | 0           | 2                     | -                     | -                              | -                              | -                              | 29    | 0     |
| Sous-total            | Sous-total               | Sous-total            | 40          | 1           | 3                     | 0                     | -                              | -                              | -                              | 43    | 1     |
| 2013-2014             | SC Fribourg              | Bundesliga            | 14          | 2           | 2                     | 0                     | C3                             | 4                              | 0                              | 20    | 2     |
| 2014-2015             | SC Fribourg              | Bundesliga            | 20          | 0           | 2                     | 0                     | -                              | -                              | -                              | 22    | 0     |
| 2015-2016             | SC Fribourg              | 2. Bundesliga         | 33          | 2           | 2                     | 0                     | -                              | -                              | -                              | 35    | 2     |
| 2016-2017             | SC Fribourg              | Bundesliga            | 28          | 1           | 1                     | 0                     | -                              | -                              | -                              | 29    | 1     |
| 2017-2018             | SC Fribourg              | Bundesliga            | 27          | 1           | 2                     | 0                     | C3                             | 2                              | 0                              | 31    | 1     |
| 2018-2019             | SC Fribourg              | Bundesliga            | 18          | 0           | 2                     | 0                     | -                              | -                              | -                              | 20    | 0     |
| 2019-2020             | SC Fribourg              | Bundesliga            | 31          | 1           | 1                     | 0                     | -                              | -                              | -                              | 32    | 1     |
| 2020-2021             | SC Fribourg              | Bundesliga            | 31          | 1           | 2                     | 0                     | -                              | -                              | -                              | 33    | 1     |
| 2021-2022             | SC Fribourg              | Bundesliga            | 29          | 1           | 5                     | 1                     | -                              | -                              | -                              | 34    | 2     |
| 2022-2023             | SC Fribourg              | Bundesliga            | 32          | 0           | 5                     | 1                     | C3                             | 7                              | 1                              | 44    | 2     |
| 2023-2024             | SC Fribourg              | Bundesliga            | 21          | 1           | 2                     | 0                     | C3                             | 10                             | 0                              | 33    | 1     |
| Sous-total            | Sous-total               | Sous-total            | 285         | 10          | 26                    | 2                     | -                              | 22                             | 1                              | 333   | 13    |
| Total sur la carrière | Total sur la carrière    | Total sur la carrière | 399         | 18          | 29                    | 2                     | -                              | 22                             | 1                              | 450   | 21    |

## Palmarès
SC Fribourg
- Championnat d'Allemagne de deuxième division (1) :
  - Champion : 2015-2016.